# ريكس بيل
ريكس بيل (بالإنجليزية: Rex Bell)‏ هو سياسي وممثل أمريكي، ولد في 16 أكتوبر 1903 في الولايات المتحدة، وتوفي بنفس المكان في 4 يوليو 1962 بسبب نوبة قلبية.

## وصلات خارجية
- ريكس بيل على موقع IMDb (الإنجليزية)
- ريكس بيل على موقع أول موفي (الإنجليزية)
- ريكس بيل على موقع إن إن دي بي (الإنجليزية)
- ريكس بيل على موقع قاعدة بيانات الفيلم (الإنجليزية)